# Tanja Rabbati

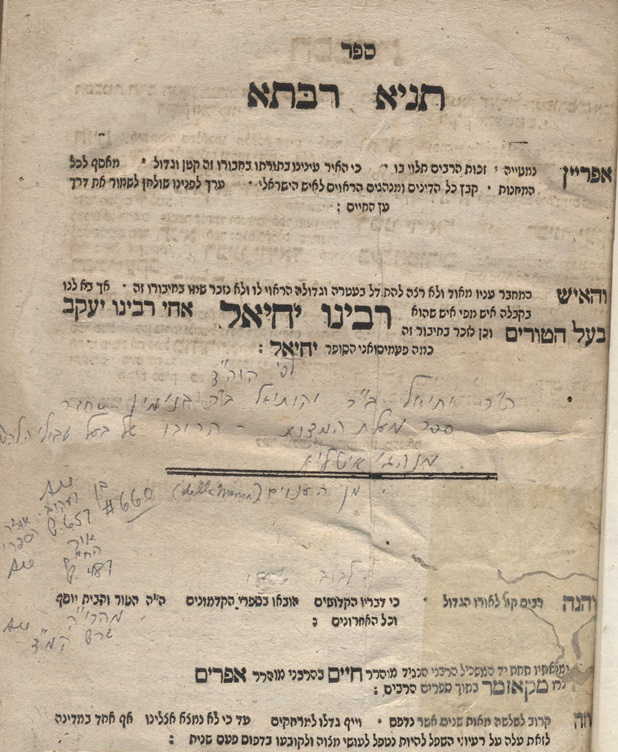
Tanja Rabbati, Titelseite Ausgabe Zolkiew 1800

Tanja Rabbati, ursprünglich nur Tanja (so genannt nach dem aramäischen Anfangswort Tanja, תניא; hebräisch למדנו בעל פה = die Barajta lehrt) ist ein kurzes Werk zur Halacha (Erstdruck Mantua 1514). Das Buch beschreibt den Schabbat und die jüdischen Festtage. 
Der Verfasser ist nicht genau bekannt, ebenso wenig wie die genaue Abgrenzung zum  schibbole ha-leket des Zedekia ben Abraham Anaw, als Autor gilt aber gemeinhin Jechiel ben Jekutiel Anaw, ein rabbinischer Autor des 13. Jahrhunderts, dessen Werke zuerst in Mantua und später in Cremona (1565) wiederaufgelegt wurden.